# Uwagi

Schema einer Uwagi

Uwagi (japanisch 上衣 oder 上着) bezeichnet in japanischen Kampfkünsten (japanisch Budō) die „Jacke“. Die Uwagi gehört zum Trainingsanzug (jap. Keikogi) des Kampfsportlers und kann in ihrem Aussehen stark variieren.

## Verwendung

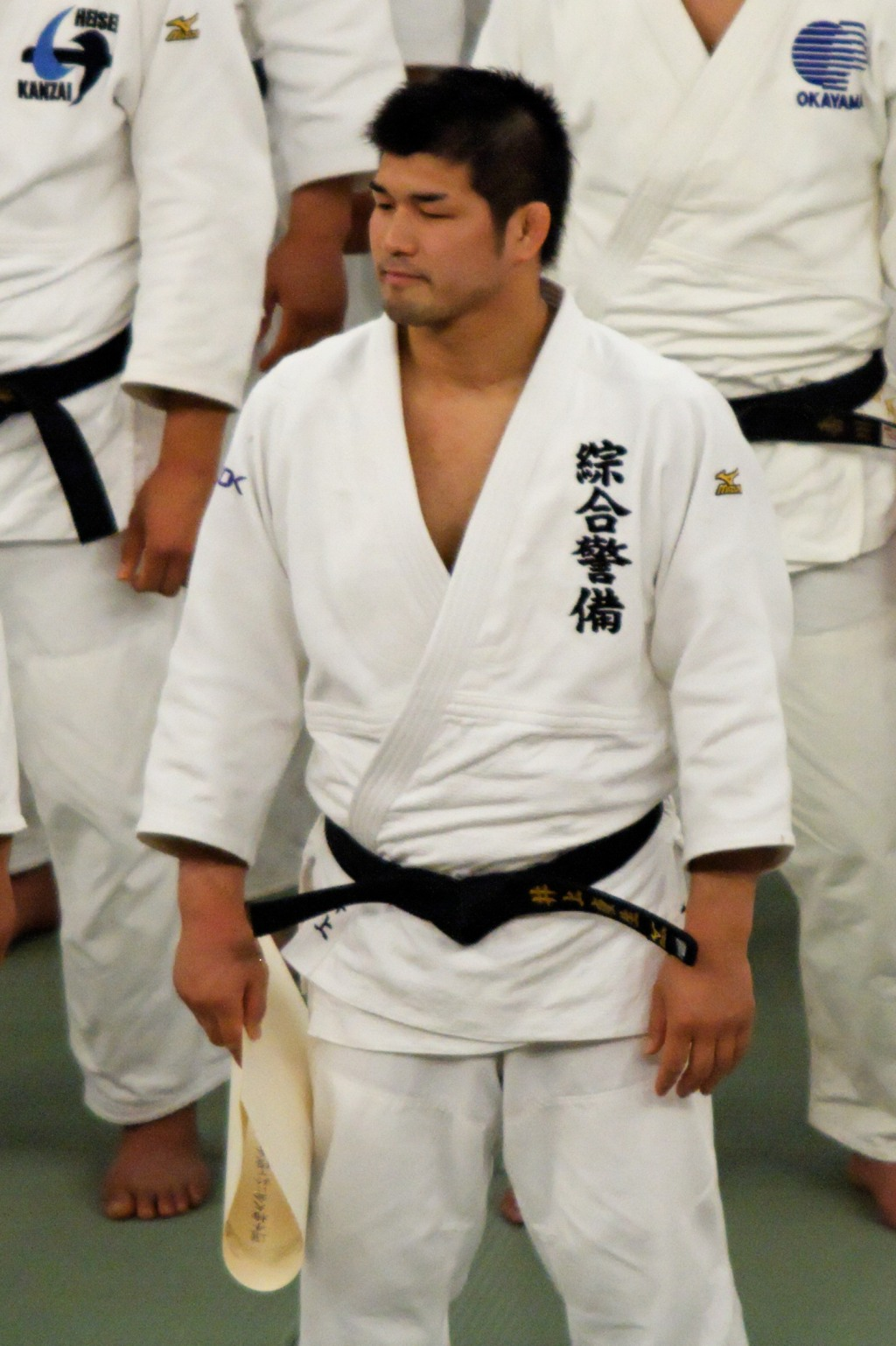
Ein Budōka mit Vereinsemblem und Werbung auf seiner Uwagi

Uwagi werden wie ein Hemd angezogen und stets mit dem linken über dem rechten Seitenteil getragen. Sollte im Todesfall jemand in seiner Uwagi bestattet werden, so wird das rechte über das linke Seitenteil gelegt. Ein Gürtel (jap. Obi) wird verwendet, damit die Jacke nicht aufgeht. Zur Befestigung der beiden Seitenteile verwenden einige Modelle eine Schnürung auf Höhe der Taille (z. B. im Jiu Jitsu, Karate) oder im Brustbereich (z. B. im Iaidō).
Häufig sind auf den Uwagi Vereins- oder Verbandsembleme (sog. Abzeichen) zu sehen. Diese stellen dann die Zugehörigkeit des Budōka zu einer Kampfkunst, einem Verband und/oder einem Verein dar. Häufig sind auch Werbesticker der Herstellerfirmen als Eigenwerbung auf die Uwagi aufgestickt.

## Stoff
Die Uwagi besteht meist aus Baumwolle und ihre Dicke bzw. Stärke variiert stark – von acht bis hin zu 16 Unzen (oz). Die Stärke und Webemuster sind abhängig von den Anforderungen der Kampfkunst und auch der Vorliebe des einzelnen Budōka.

## Farbe
Die Farbe der Uwagi – traditionell weiß – ist von der Kampfkunst selbst abhängig oder wird vom Kampfkunstverband oder -verein bestimmt. Häufige Färbungen sind weiß, schwarz und blau.